# Синагога Поалей-Цедек
Синагога Поалей-Цедек — юдейська синагога в Херсоні. Не збереглася.

## Історія
Знаходилася на вулиці Ганнібаловській (буд. № 7, нині — вул. Пилипа Орлика) між вулицями Потьомкінською (нині — вул. Михайла Грушевського) та Канцелярською (нині — вул. Гоголя). Побудована у 1904 році. Відвідуваність на початку XX століття — 350 чоловік. Згідно зі списками руху майна синагоги Поелей-Цедек, синагога мала 10 сувоїв Тори; срібну корону, 6 люстр, 5 свічників, 3 канделябри, 100 богослужбових книг; срібла 5 фунтів (2 г 48 г) та інше майно.
Після війни була закрита, будинок у 1960-х рр. знесли. На її місці збудовано кафе «Каштан» (вул. Пилипа Орлика).